# 1,2-dichlorethan
1,2-dichlorethan (DCE, funkční název ethylendichlorid (EDC)) je karcinogenní chlorovaná organická látka, řazená mezi těkavé organické látky (VOC).

## Vlastnosti
Za běžných podmínek jde o čirou, bezbarvou kapalinu s nasládlou vůní. Její teplota varu je 84,1 °C a teplota tání −35,7 °C. Dobře se rozpouští v organických rozpouštědlech.

## Použití
Používá se hlavně pro výrobu vinylchloridu, což je surovina pro výrobu PVC.
Cl-CH2-CH2-Cl → H2C=CH-Cl + HCl
Využívá se jako rozpouštědlo pro tuky, lepidla, pryskyřice, vosky atd. V minulosti byl používán jako přísada automobilových benzínů, tzv. vynašeč olova a v některých zemích třetího světa se stále používá.

## Ekologická rizika
V ovzduší je poměrně stabilní látkou, přispívá ke vzniku fotochemického smogu a může být transportován na větší vzdálenosti. V půdě se rozkládá velmi pomalu.

## Zdravotní rizika
Při proniknutí do těla kůží nebo vdechnutím poškozuje dýchací cesty a způsobuje, nevolnost, zvracení, závratě, bolest hlavy, ztrátu paměti, poruchy soustředění, poškození jater či ledvin. Podle IARC jsou z pokusů na zvířatech dostatečné důkazy o karcinogenitě DCE.